# Massacre de la vallée de la Saulx
2e campagne de France
- Corse
- Limousin
- Ain et Haut-Jura
- Les Glières
- Ascq
- Division Brehmer
- Mont Mouchet
- Opérations SAS en Bretagne
- Bataille de Normandie
- Guéret
- Brigade Jesser
- Cornil
- 1er Tulle
- 2e Tulle
- Argenton-sur-Creuse
- Oradour-sur-Glane
- 1er Ussel
- Saint-Marcel
- Saffré
- Mont Gargan
- Vercors
- Penguerec
- Lioran
- Égletons
- 2e Ussel
- Débarquement de Provence
- Port-Cros
- La Ciotat
- Toulon
- Martigues
- Marseille
- Nice
- Rennes
- Saint-Malo
- Brest
- Paris
- Mont-de-Marsan
- Montélimar
- Maillé
- Écueillé
- La Saulx
- Meximieux
- Nancy
- Colonne Elster
- Dunkerque
- Arracourt
- Saint-Nazaire
- Lorient
- Metz
- Royan et de la pointe de Grave
- Campagne de Lorraine
- Colmar

Front d'Europe de l'Ouest
Front d'Europe de l'Est
Campagnes d'Afrique, du Moyen-Orient et de Méditerranée
Bataille de l'Atlantique
Guerre du Pacifique
Le massacre de la vallée de la Saulx est le meurtre, le 29 août 1944, pendant la Seconde Guerre mondiale, de 86 habitants des communes de Couvonges, Robert-Espagne, Beurey-sur-Saulx, Mognéville, et Trémont-sur-Saulx dans le département de la Meuse.
La tuerie de la vallée de la Saulx figure parmi les six grands massacres commis en France par des soldats allemands en 1944. Alors que les massacres d'Oradour-sur-Glane, du Vercors, de Maillé, Tulle et Ascq sont l’œuvre des SS, celui de la vallée de la Saulx a été commis par des militaires de la Wehrmacht.

## Déroulement

### L'arrivée en Lorraine de troupes venues d'Italie
Au début août 1944, Hitler décide de faire venir en France la 3e division de Panzergrenadiers qui est alors en Italie, dans la région de Florence. L'un de ses régiments, le 29e régiment de Panzergrenadiers, arrive ainsi au sud-ouest de Bar-le-Duc (Meuse) le 28 août. Il répartit ses différentes unités dans plusieurs villages situés entre Bar-le-Duc et Saint-Dizier (Haute-Marne), notamment dans la vallée de la Saulx. Compte tenu de l'avance alliée, la mission de ce régiment n'est plus d'engager le combat contre les Américains mais de couvrir la retraite d'autres unités allemandes. Il s'agit de leurrer les Alliés en faisant croire à une présence ennemie plus importante qu'elle n'est en réalité.
Dès le 29 août au matin, plusieurs unités de ce régiment, équipées de véhicules blindés légers, se préparent à remplir leur mission. Elles quittent leur cantonnement pour faire mouvement vers  l'ouest, en direction de Vitry-le-François. Un de leurs convois circule dans la forêt à proximité de Robert-Espagne mais il est attaqué par un petit groupe de résistants locaux. Cela est attesté par des procès-verbaux de gendarmerie dressés quelques jours plus tard. Un officier allemand est sans doute blessé. Il donne aussitôt l'ordre de bloquer l'accès aux villages qu'il allait traverser, tous dans la Meuse et dans la vallée de la Saulx.

### La tuerie de la vallée de la Saulx
Quatre villages sont particulièrement visés : Robert-Espagne, Beurey-sur-Saulx, Couvonges et Mognéville. À chaque fois, les soldats empêchent toute personne d’en sortir ou d’y pénétrer. À midi, ils raflent les hommes rentrés manger chez eux. Ils fouillent systématiquement les maisons et mettent le feu aux maisons en lançant des plaquettes incendiaires. Les femmes et les enfants fuient sur les hauteurs dominant la vallée. À Robert-Espagne, Couvonges et Mognéville, les hommes raflés sont rassemblés sous bonne garde. Dans les deux premières localités, ils seront abattus vers 15 heures à l’aide de mitrailleuses. À Mognéville, un notaire qui parle allemand parvient à négocier la libération des otages mais une femme et deux hommes perdront néanmoins la vie dans ce village. À Beurey-sur-Saulx, plusieurs Malgré-nous parviennent discrètement à dire aux villageois de fuir. Dans ce village, les 6 victimes du 29 août seront 5 vieillards et une jeune fille, abattus devant leur maison en flammes ou tués dans une tranchée-abri. À Robert-Espagne, on dénombre 51 victimes, 49 hommes sont fusillés près de la gare, un autre est abattu dans une ferme, puis la 51e victime est abattue le 31 août dans les bois. À Couvonges, 26 hommes sont fusillés. À Trémont-sur-Saulx, une localité voisine de Robert-Espagne, une jeune fille de 16 ans a eu la malchance d'être aperçue par des soldats du 29e qui l'abattent.
Dans la seule vallée de la Saulx meusienne (Trémont-sur-Saulx, Robert-Espagne, Beurey-sur-Saulx, Convonges, Mognéville), cette journée du 29 août, le bilan est lourd : 86 morts et plusieurs centaines de maisons brûlées (54 maisons sur 60 détruites à Couvonges, 200 sur 300 à Robert-Espagne).
À noter qu'à Robert-Espagne, trois gendarmes de la brigade locale ont été fusillés : le maréchal des logis-chef Robert Delahaye (commandant de la brigade) et les gendarmes Raymont Bilot et Gaston Dagonnet. Les deux autres gendarmes (Albrecht et Hubert) ont réussi à s’enfuir et à se réfugier dans la forêt voisine.

### Un régiment qui multiplie les exactions lors de son repli vers l'est
Ces exactions ne se limitent pas à ces seuls villages. Dans la vallée de la Saulx, en aval de Mognéville, les soldats du 29. Pz. Gr. Régiment sèment aussi la terreur. À Andernay (Meuse), ils prennent par exemple des hommes en otages en les enfermant dans la mairie. À Sermaize-les-Bains, ils traversent la localité en mitraillant les maisons et en abattant des personnes qui étaient dans la rue, dont le chef de la résistance locale, le Dr Fritsch. 13 morts sont dénombrés dans cette localité. Et le 30 août, lorsqu'ils se décident à se replier, le même dispositif de terreur est employé : prise d'otages, hommes enfermés, maisons brûlées. Des maquisards faits prisonniers près de Vitry-le-François sont aussi fusillés à Naives-devant-Bar, près de Bar-le-Duc.
Le 29. Pz. Gr. Regiment multiplie les exactions sur son parcours en direction de Saint-Mihiel et de Pont-à-Mousson. Il met ainsi à feu et à sang les villages de Mamey et de Martincourt (Meurthe-et-Moselle) où 17 personnes perdent la vie, abattues ou mortes dans l'incendie de leur maison.

## Commémorations
Le Général de Gaulle est venu se recueillir, le 28 juillet 1946, sur le lieu d'exécution, sur invitation du Comité du Souvenir de la vallée de la Saulx et par la ville de Bar-le-Duc (Discours ici).

### Monuments
- Robert-Espagne : le tertre des fusillés, annexe du cimetière, est dominé par une croix faite de poutres calcinées récupérées dans les ruines du village.
- Robert-Espagne : Le 28 juillet 1946, à la sortie de Robert-Espagne vers Beurey-sur-Saulx, le général  de Gaulle a posé la première pierre d'un monument qui devait rendre hommage aux victimes des quatre villages meusiens martyrs de la vallée de la Saulx (Robert-Espagne, Beurey-sur-Saulx, Couvonges et Mognéville). Ce monument n'a jamais été construit, chaque village privilégiant son propre monument.
- Couvonges : un monument commémoratif, également avec une croix calcinée, a été inauguré, le 29 août 1949, par le général Zeller, commandant de la 6e région militaire. Ce monument se situe en direction de la commune de Beurey-sur-Saulx[4].

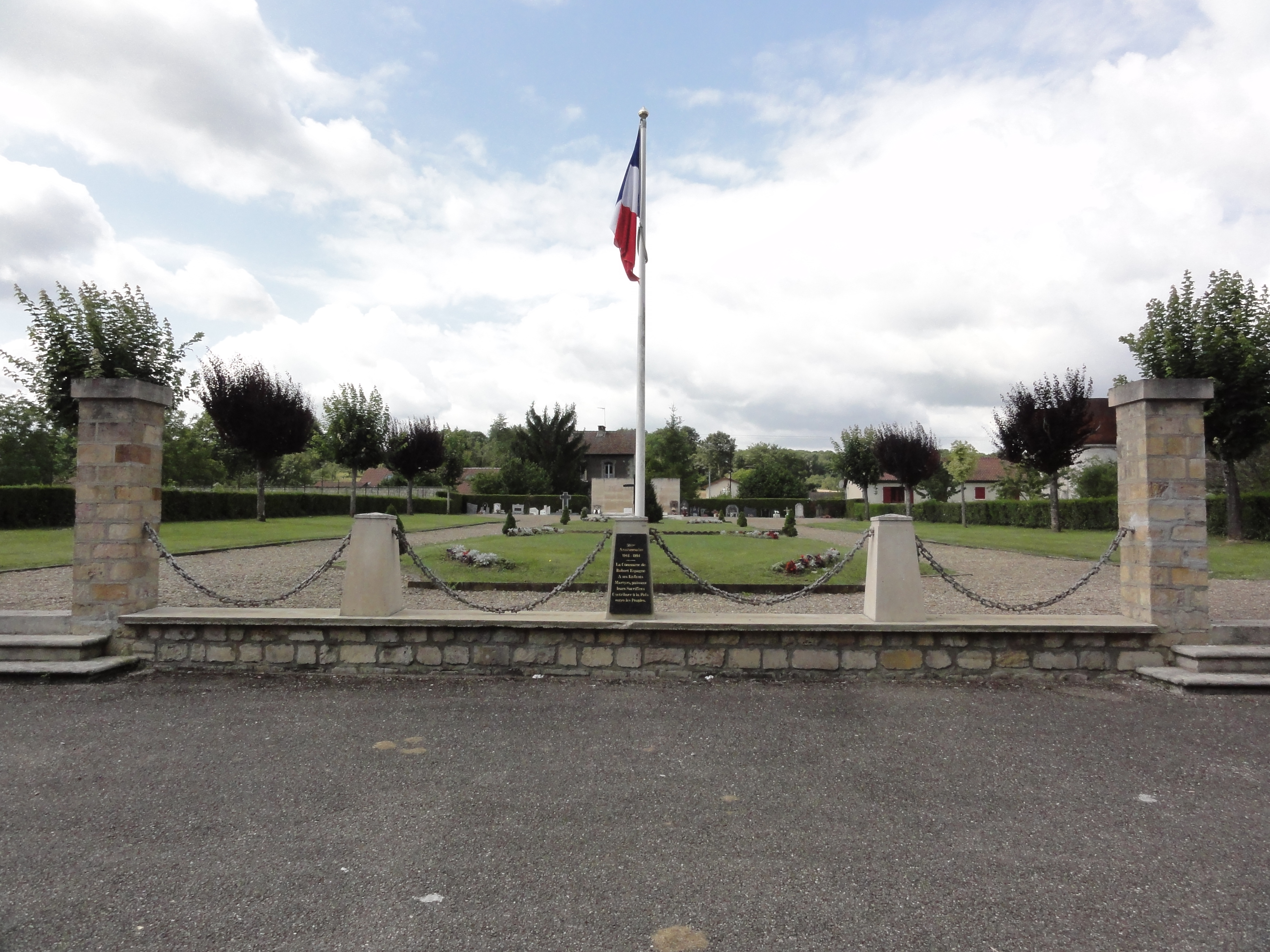
Robert-Espagne, cimetière des fusillés, vue d'ensemble.
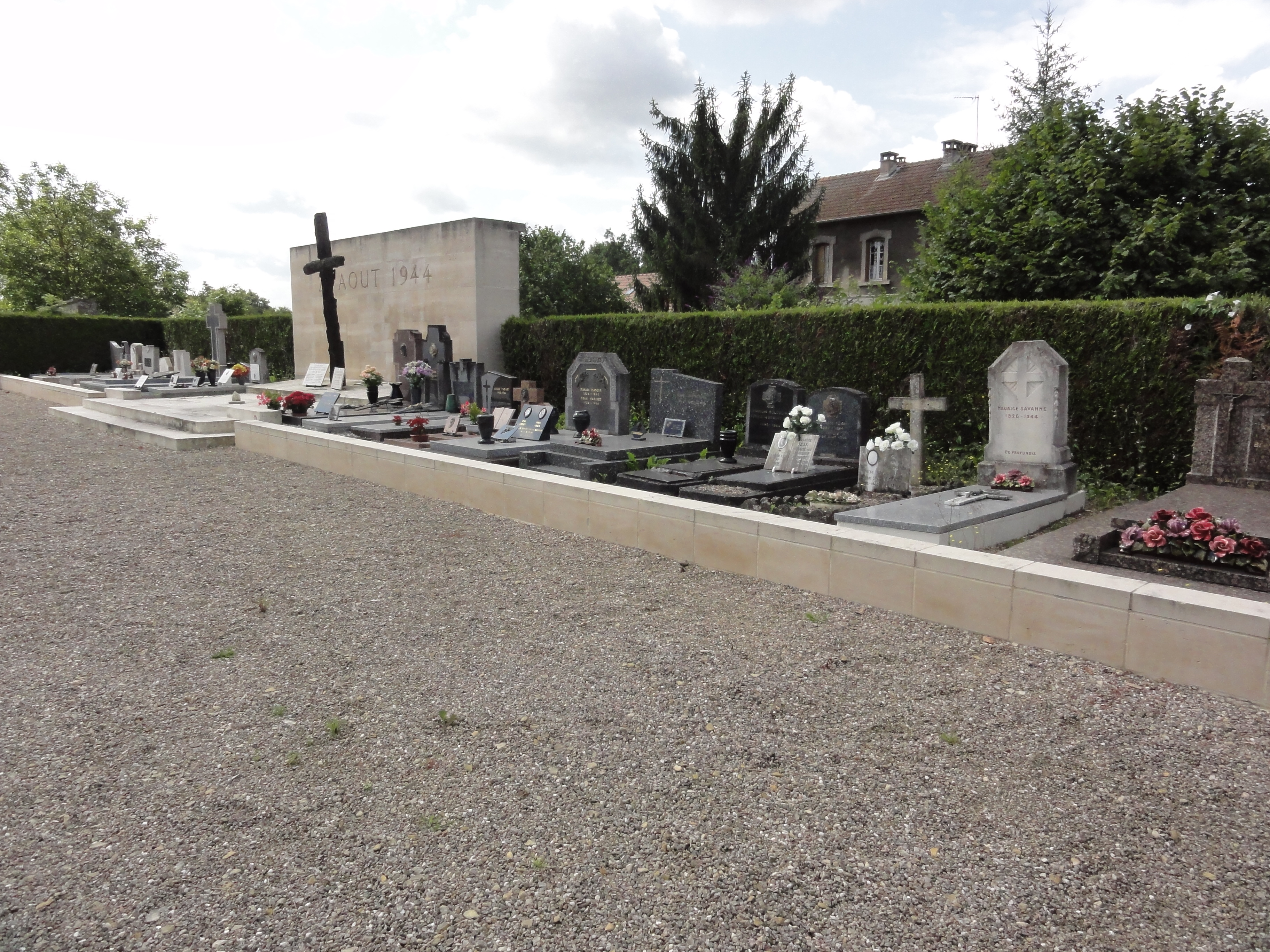
Robert-Espagne, cimetière des fusillés, l'alignement des tombes et le monument.
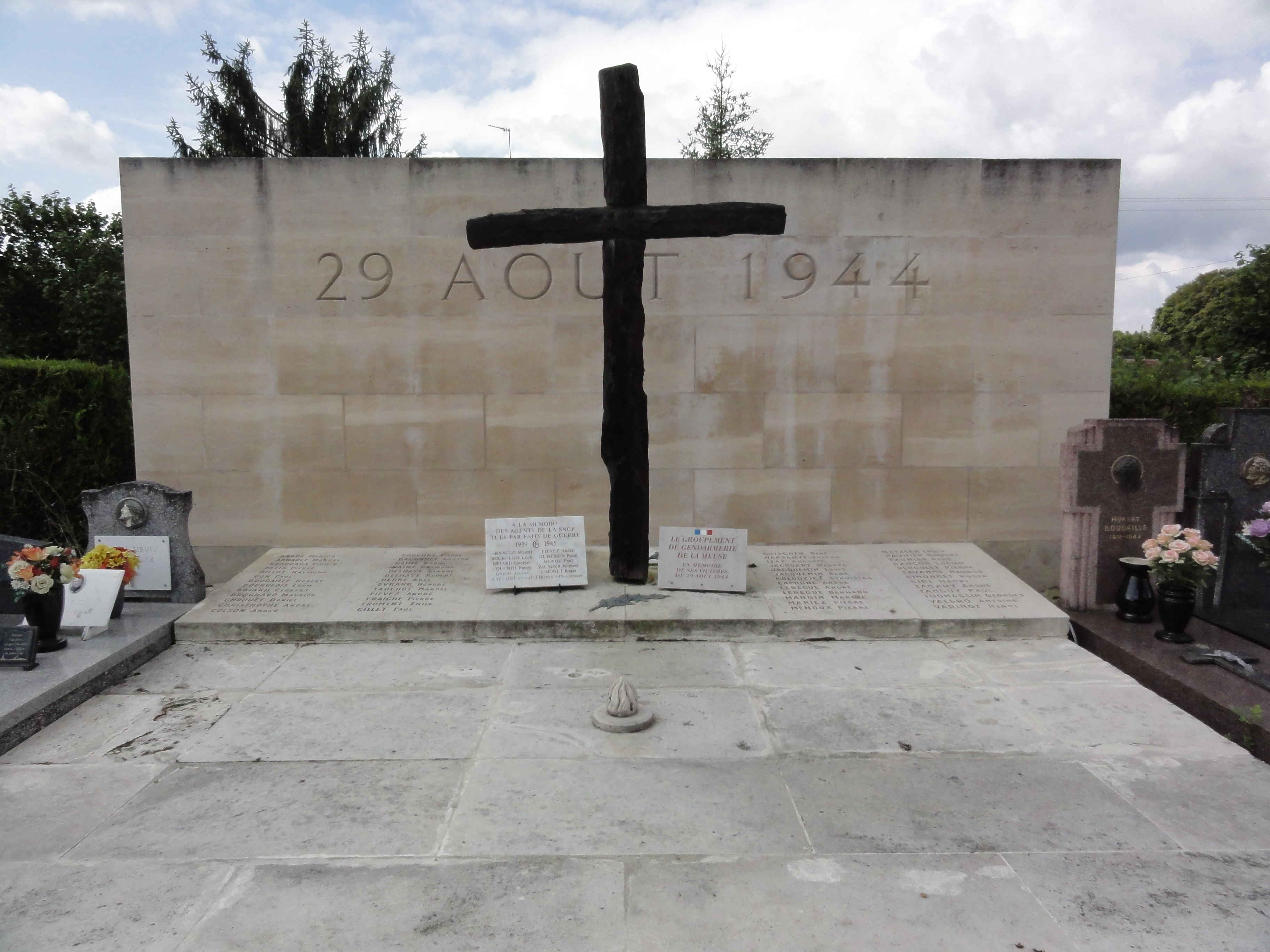
Robert-Espagne, cimetière des fusillés, monument avec croix calcinée.
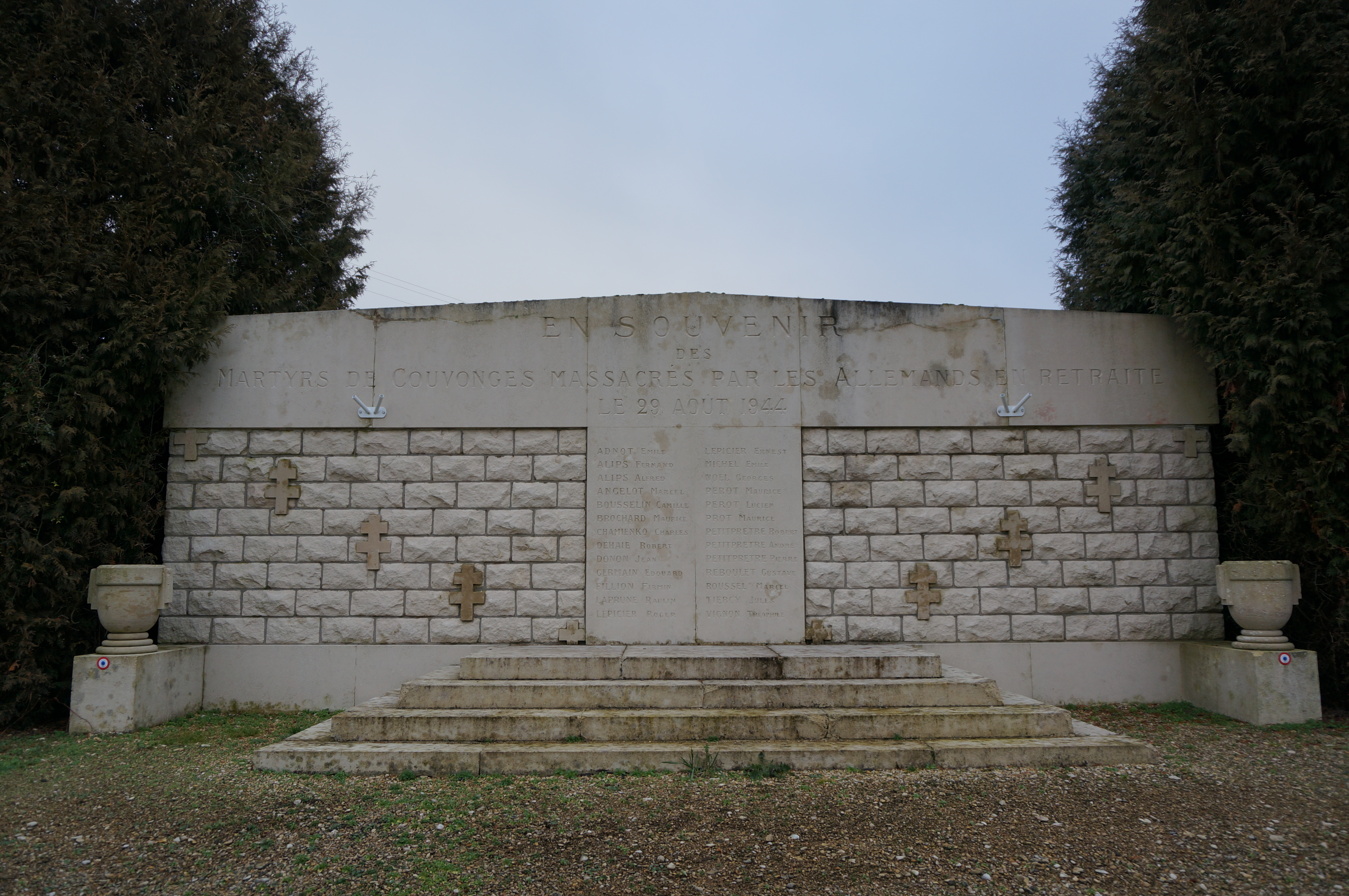
Couvonges, monument des fusillés.
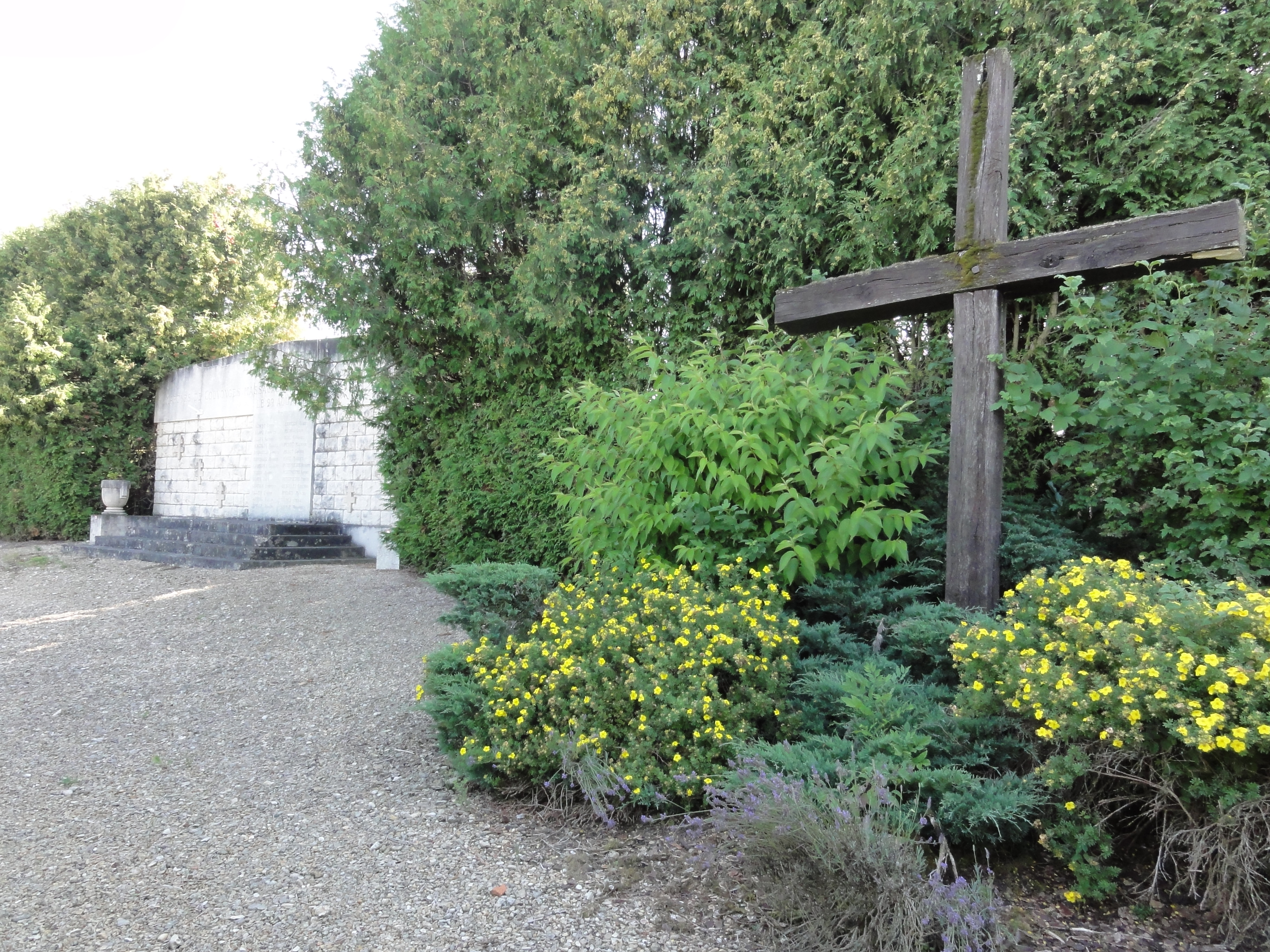
Couvonges, monument des fusillés, vue d'ensemble avec croix calcinée.

## Responsabilités et poursuites pénales
L'enquête permit d'identifier les auteurs du massacre comme appartenant au 29e régiment de la 3e division de Panzer-Grenadiers, commandée par le generalmajor Hans Hecker : une unité de la Wehrmacht. L’affaire fut confiée au tribunal militaire de Metz qui identifia 8 militaires allemands (sur la cinquantaine qui aurait participé aux exactions). En 1950, l’instruction s’acheva mais les 8 inculpés (4 officiers, 2 sous-officiers et 2 soldats) étaient en fuite. Le jugement fut rendu le 28 mai 1952 et les condamnations furent prononcées par contumace : 4 condamnations à mort et 4 condamnations aux travaux forcés à perpétuité. Une peine de mort, celle concernant le colonel Schaefer, commandant du régiment, a été annulée en 1990, la famille du colonel étant parvenue à prouver qu'il ne commandait plus ce régiment le 29 août 1944.